# トランプ類税
トランプ類税（トランプるいぜい）は、かつての日本に存在した間接税の一つ。麻雀牌・トランプ・花札など、ギャンブル性の強いカードゲーム類に課された。
前身は骨牌税（こっぱいぜい）で1957年（昭和32年）にトランプ類税となった。

## 沿革
日本では1902年に北清事変以後の財政難と大陸情勢の悪化に伴って、アメリカの制度を基にして骨牌税法（明治35年法律第44号）（1902年4月5日公布）が制定されて「骨牌税」として導入された。
骨牌税の導入により、花札や地方札などのかるたは高価になったため売り上げが激減し、税務当局によるカルタ製造工程の厳格な監視や綿密な帳簿作りの義務も課されたため、地方の小規模カルタ製造業者はたちまち廃業に追い込まれた。
戦後は、1957年にトランプ類税法（昭和32年法律第173号）の制定によって同法は全面的に改正され、名称も「トランプ類税」と改められた。
テレビゲーム機の普及などでトランプ類税の税収は1976年度（昭和51年）をピークに減少。1989年の消費税導入に伴う間接税の整理によって廃止された。

## 課税要件

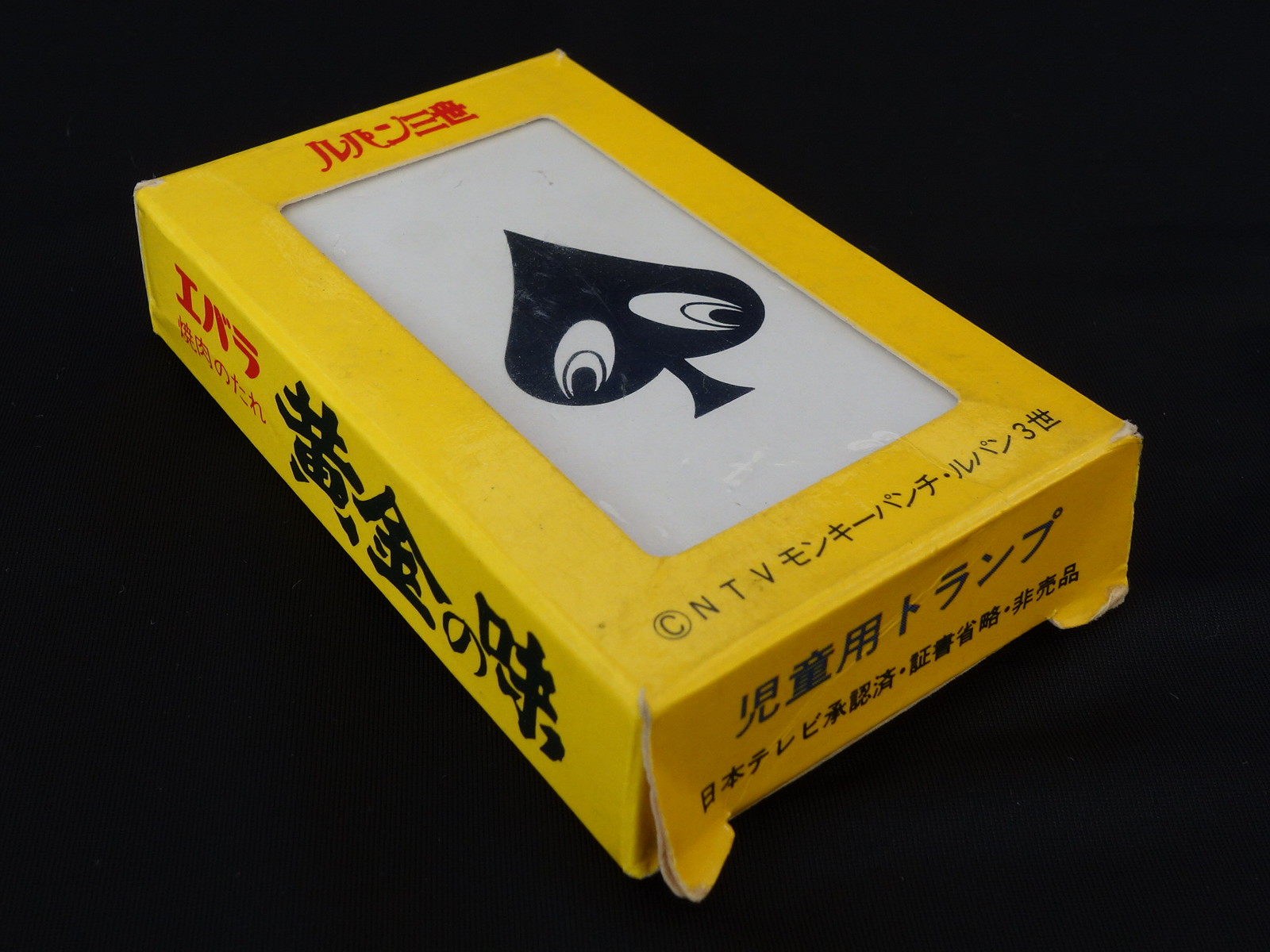
景品などの課税対象外のトランプにはパッケージに「児童用トランプ」と書かれていた（エバラ
焼肉のたれ 黄金の味/ルパン三世）

納税義務者は製造業者であり、製造場所から外に搬出（移出）した時点で課税される蔵出し税である。
課税の対象となったのは麻雀牌、トランプ、花札などである。トランプ類税が課せられていた当時のトランプには包装に証紙が貼られていた（証紙付トランプ）。製造業者はあらかじめ税務署から証紙の交付を受け、出荷の際には製品をフィルムや紙箱等により厳重な包装をした上で封緘のための証紙を貼付した上で出荷する義務が課され、出荷の翌月10日までに管轄の税務署に出荷実績（輸入の場合には税関に、保税地域からの引取数量）を申告して、その月の末日までに申告書に基づいた相当の税額を納付する事になっていた。
ただし、トランプでも子供向けや手品用（上下で違う数字になっているものや両面に数字があるものなど特殊なもの）などは「遊戯具」とみなされ非課税とされていた。個人が自分で遊ぶためのみに製作したものも課税対象外であった。子供向け雑誌の付録にトランプをつける場合は、カードの裏面やパッケージなどに「児童用　非課税」と明記されていた。非課税トランプは、裏面にカードごとに個別の文字や印が小さく印刷されるなど、賭博での使用を不可能にする（通常のシリアスゲームでも問題になるが）細工がされた。
文藝春秋では麻雀牌の輸入販売を行っていたが、ブームで需要が増加すると、中国から未彫刻の牌を輸入し上海市から呼んだ彫工に日本で掘らせることで骨牌税を回避しつつ、日本初の国産麻雀牌として販売し大ヒットした。

## 税率
税率は1957年以降に原則としてカード一組につき60円（1962年4月より40円）が一律にかけられていたが、例外的に原材料が高価な麻雀牌の場合には別体系の税率表が導入されて象牙製が6,000円（1962年4月より8,000円）、牛骨製が4,000円（1962年4月より3,000円）、その他原料で1,000円（1962年4月より500円）がかけられていた。

## 資料
- 『骨牌税・トランプ類税参考書』（1950年） - 骨牌税やトランプ類税の通達や非課税骨牌の資料などをまとめた課税参考資料[1]。